# Iacob Negruzzi
Iacob Negruzzi (n. 31 decembrie 1842, Iași, Moldova – d. 6 ianuarie 1932, București, România) a fost scriitor, dramaturg, critic literar, jurist, profesor, politician, președinte al Academiei Române.

## Biografie
Este cel de-al doilea fiu al lui Costache Negruzzi și al Mariei Gane. 

În anul 1853 este trimis de tatăl său în Germania la studii. Aici face liceul, împreună cu fratele său Leon, iar din anul 1859 studiază dreptul, obținând doctoratul (1863). 
Revenit în țară, devine profesor de drept comercial la Universitatea din Iași, unde va preda până în anul 1884 când, după moartea lui Vasile Boerescu, se va muta la Facultatea de Drept a Universității din București, unde profesează până în 1897, când a ieșit la pensie.
În anul 1863, împreună cu Petre P. Carp, Titu Maiorescu, Vasile Pogor și Theodor Rosetti, pune bazele societății culturale „Junimea” și ale revistei sale „Convorbiri literare”, pe care o conduce timp de 28 de ani (1867 - 1895). Revista își propunea discutarea unor probleme lingvistice, organizarea unor cenacluri prin care să răspândească idei, cunoștințe de literatură, istorie, economie, politică și să promoveze noi valori din cultura românească.
Iacob Negruzzi a fost un excelent conducător de revistă, un organizator plin de talent, el atrăgând aici spiritele cele mai alese, al căror talent era descoperit cu o intuiție sigură.
Ca scriitor, debutează în anul 1866, în „Foaia societății pentru literatura și cultura română în Bucovina”. Scrie poezii lirice, balade, idila Miron și Florica (1870), satire, epistole, schițe, romanul Mihai Vereanu (1873), piese de teatru, memoriale de călătorii și un volum de memorii intitulat sugestiv Amintiri de la Junimea (1921).
Este inițiat în anul 1866, în Loja masonică ieșeană Steaua României, unde primește în anul următor gradele de Companion și Maestru. Iacob Negruzzi a fost Venerabilul acestei loji în 1886.
Ca membru al Partidului Conservator a fost de mai multe ori deputat ori senator de Iași, dar nu s-a remarcat în această calitate, este memorabilă doar intervenția sa din anul 1888 pentru acordarea unei pensii viagere poetului Mihai Eminescu.
Membru titular (1881) al Academiei Române, fiind de mai multe ori vicepreședinte al acestei prestigioase instituții, de două ori conducând-o în calitate de președinte (25 mai 1910 - 25 mai 1913; 6 iunie 1923 - 12 iunie 1926) și secretar general (28 mai 1915 - 6 iunie 1925).
Acest „gospodar al vieții culturale”, după cum îl numea Eugen Lovinescu, a contribuit la răspândirea ideologiei junimiste prin toate scrierile lui și, mai ales, a fost unul dintre cei mai activi susținători ai adepților proaspăt recrutați, făcând din ei scriitori de o importantă valoare.
Și-a făcut studiile în Germania. A fost profesor la Facultatea de drept din Iași și președinte al Academiei Române. Membru fondator al societății Junimea a condus timp de peste 28 de ani revista Convorbiri literare.

## Opera

### Teatru
- Hatmanul Baltag (operă bufă scrisă în colaborare cu Ion Luca Caragiale)
- Nu te juca cu dracul
- Împăcarea
- Amor și viclenie
- O alegere la senat
- O poveste
- Beizadea Epaminonda

### Roman
- Mihaiu Vereanu (1873)

### Copii de pe natură
- Prolog
- Părintele Gavril
- Eroul fără voie
- Vespasian și Papinian
- Stărostii
- Poeticale
- Lei paralei
- Christachi Văivărescu
- Ștefan și Mihai
- Cucoana Nastasiica
- Electorale
- Tribulațiile unui redactor
- Don Juan de la Arhivă
- Foi căzute
- Ioniță Cocovei
- Artistul dramatic
- Gramaticale
- Tachi Zîmbilă om politic
- Curiozități contimporane
- Chilipir
- Scaieți
- Cuconul Pantazachi
- Un drum la Cahul
- Vorbe parlamentare

### Miron și Florica, idilă
- Cântul I. Sfântul Gheorghe
- Cântul II. Părinții
- Cântul III. Copiii
- Cântul IV. Sfătuitorii
- Cântul V. Ursita

### Scrisori
- Scrisoarea I
- Scrisoarea II
- Scrisoarea III
- Scrisoarea IV
- Scrisoarea V

### Satire
- Satira I. Luxița
- Satira II. La cîțiva autori contimporani
- Satira III. Domnului B. P. Hasdeu
- Satira IV. Politicale
- Satira V. Supărăcioșii
- Satira VI. Advocatul
- Satira VII. Amicul Sandu
- Satira VIII. Aristip
- Satira IX. Fațarnicii

### Amintiri
- Din copilărie. Aduceri aminte și impresiuni
- Amintiri din "Junimea"
  - Înființarea Societății literare
  - Procesul lui Maiorescu
  - Ortografia
  - Puțină politică
  - Tipografia societății "Junimea"
  - Convorbiri literare
  - Vasile Alecsandri
  - Dosarul "Junimii" — Poșta redacțiunii
  - Din dosar... Excerpta
  - Sîmbăta seara
  - Cîteva portrete
  - Banchetul
  - Prieteni și dușmani
  - Eminescu
  - Încheiere